# Gausdal
Gausdal ist eine Kommune im norwegischen Fylke Innlandet. Die Kommune liegt nordwestlich von Lillehammer und hat 6174 Einwohner (Stand: 1. Januar 2025). Verwaltungssitz ist die Ortschaft Segalstad bru. Von 1970 bis 2008 fanden in Gausdal jährlich stark besetzte Schachturniere statt.

## Geografie

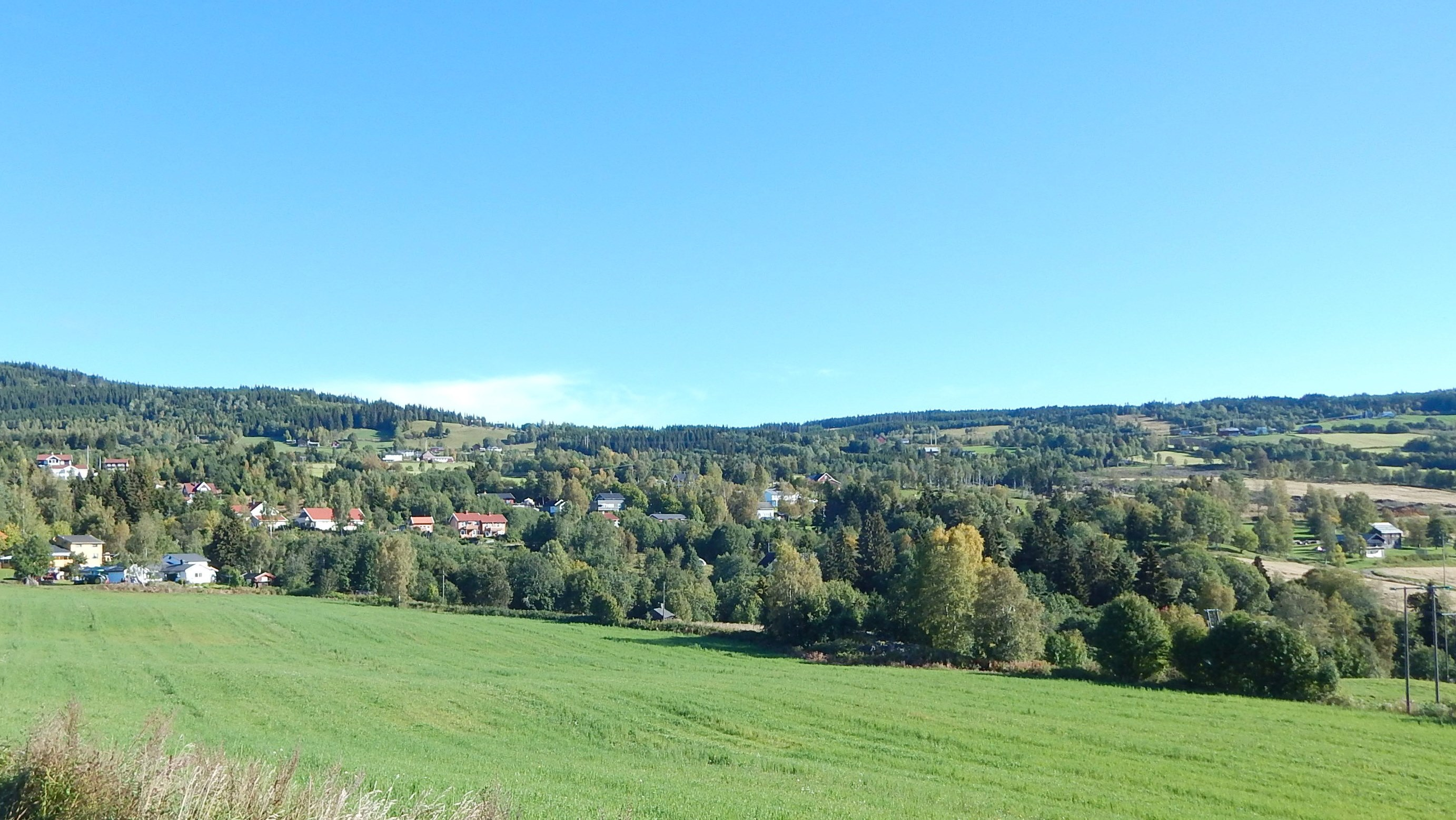
Landschaft bei Follebu

Gausdal liegt westlich des Gudbrandsdalens und umfasst das Gebiet rund um das Gausdal, einem Seitental des Gudbrandsdalen. Die Kommune grenzt im Norden an Sør-Fron und Ringebu, im Osten an Øyer, im Südosten an Lillehammer, im Süden an Nordre Land sowie im Westen an Nord-Aurdal und Øystre Slidre. Durch die Kommune führt aus dem Norden kommend der Fluss Gausa. Bei Segalstad bru mündet die aus dem Nordwesten auf die Gausa zufließende Jøra in den Fluss. Die Gausa mündet schließlich in der Nachbarkommune in den Lågen. Vor allem westlich der Jøra liegen größere Moorgebiete. Die Gesamtfläche der Kommune beträgt 1.191,15 km², wobei Binnengewässer zusammen 44,74 km² ausmachen.
Im Nordwesten der Kommune liegt der Langsua-Nationalpark. In diesem Bereich liegen Berge, die Höhen von über 1500 moh. erreichen. Die Erhebung Nordre Langsua stellt mit einer Höhe von 1552,17 moh. den höchsten Punkt der Kommune Gausdal dar.

## Einwohner
Der Großteil der Einwohner lebt in einem Umkreis von maximal zehn Kilometern um das Verwaltungsgebiet Segalstad bru. Südwestlich von Segalstad bru liegt am Ufer der Jøra der Ort Forset und südöstlich am Ufer der Gausa der Ort Follebu. In der Gemeinde liegen mehrere sogenannte Tettsteder, also mehrere Ansiedlungen, die für statistische Zwecke als eine städtische Siedlung gewertet werden. Diese sind Segalstad Bru mit 1062, Follebu mit 1245 und Forset mit 608 Einwohnern (Stand: 1. Januar 2024).
Die Einwohner der Gemeinde werden Gausdøl genannt. Gausdal hat wie viele andere Kommunen der Provinz Innlandet weder Nynorsk noch Bokmål als offizielle Sprachform, sondern ist in dieser Frage neutral.
| Jahr          | 1986 | 1990 | 1995 | 2000 | 2005 | 2010 | 2015 | 2020 | 2025 |
| ------------- | ---- | ---- | ---- | ---- | ---- | ---- | ---- | ---- | ---- |
| Einwohnerzahl | 6511 | 6492 | 6341 | 6186 | 6175 | 6142 | 6210 | 6106 | 6174 |

## Geschichte

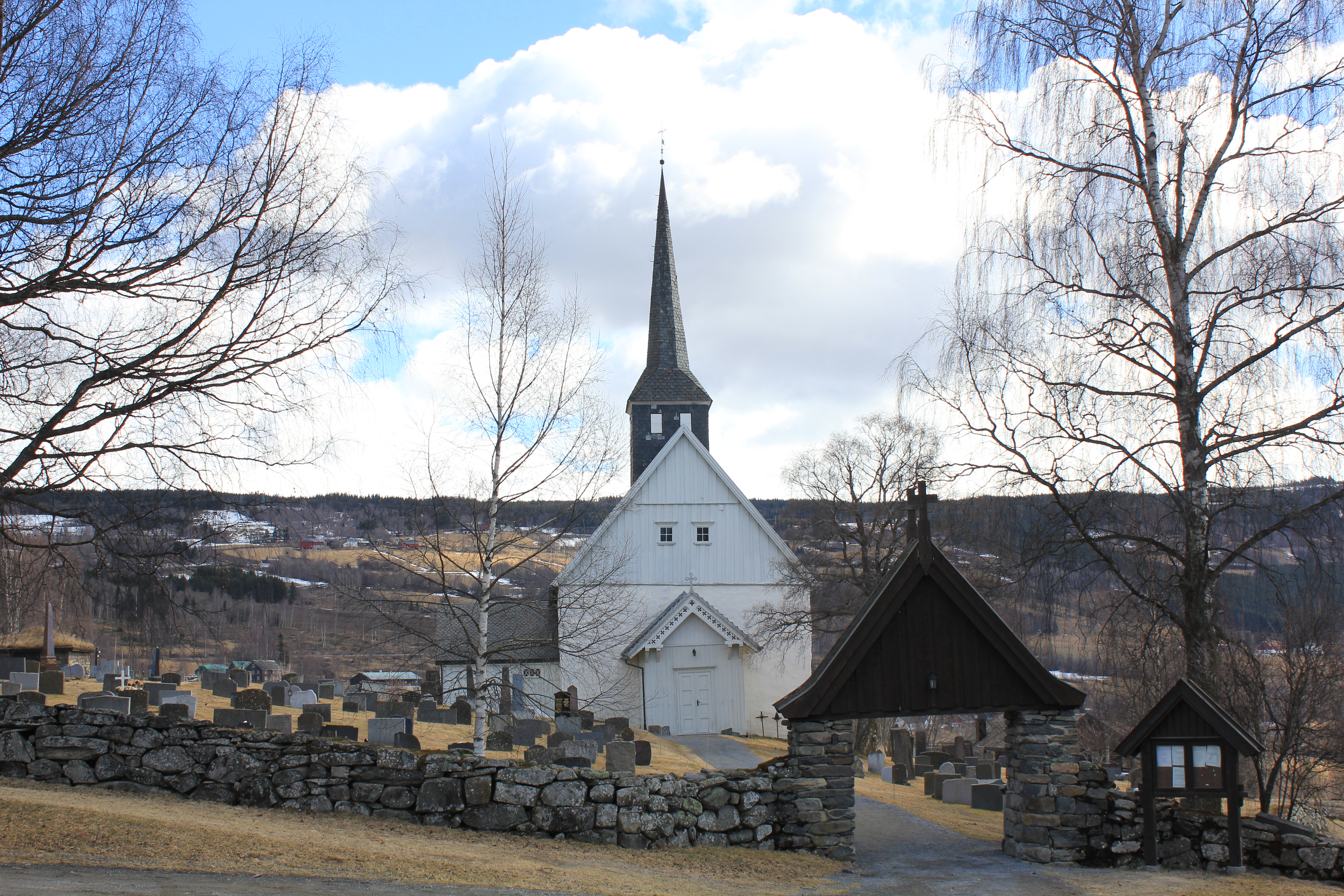
Blick auf die Follebu kirke

Die Kommune Gausdal wurde 1879 in Østre Gausdal und Vestre Gausdal aufgespalten. Nach der Auftrennung hatte Østre Gausdal 5911 und Vestre Gausdal 2362 Einwohner. Zum 1. Januar 1962 wurden die beiden Kommunen wieder vereint. Zum Zeitpunkt der Zusammenlegung hatte Østre Gausdal noch 3942 Einwohner, während in Vestre Gausdal die Einwohnerzahl auf 2590 angestiegen war. Bis zum 31. Dezember 2019 gehörte Gausdal dem damaligen Fylke Oppland an. Dieses ging im Zuge der Regionalreform in Norwegen in das zum 1. Januar 2020 neu geschaffene Fylke Innlandet über.
Etwas nördlich von Follebu liegt der Hof Aulestad, auf dem der Literaturnobelpreisträger Bjørnstjerne Bjørnson gelebt hat. In der Kommune liegen zudem mehrere Kirchen. Die Østre Gausdal kirke ist eine Kirche aus dem Jahr 1250, die mit der Zeit mehrfach umgebaut wurde. Aus der Zeit um das Jahr 1260 stammt die Follebu kirke. Die Vestre Gausdal kirke ist eine Holzkirche aus dem Jahr 1784. Sie hat einen kreuzförmigen Grundriss und befindet sich in der Ortschaft Forset. Die Svatsum kirke aus dem Jahr 1860 weist einen achteckigen Grundriss auf. Der Kirchturm befindet sich im Westen des Gebäudes. Von diesem Typ wurden vor allem rund um das Jahr 1800 mehrere Kirchen gebaut. Die Svatsum kirke gehört zu einem der spätesten Vertreterinnen.

## Wirtschaft und Infrastruktur

### Verkehr
Durch den Westen der Kommune führt parallel zur Jøra der Fylkesvei 255. Bei Forset zweigt in den Süden der Fylkesvei 2524 und in den Westen der Fylkesvei 2442 ab. Der Fylkesvei 255 selbst führt von Forset weiter in den Osten nach Segalstad bru. Dort mündet der Fylkesvei 254, der durch den Osten der Kommune verläuft, in den Fylkesvei 255. Der Fylkesvei 255 führt von Segalstad bru parallel zur Gausa weiter in den Südosten zur Stadt Lillehammer.

### Wirtschaft

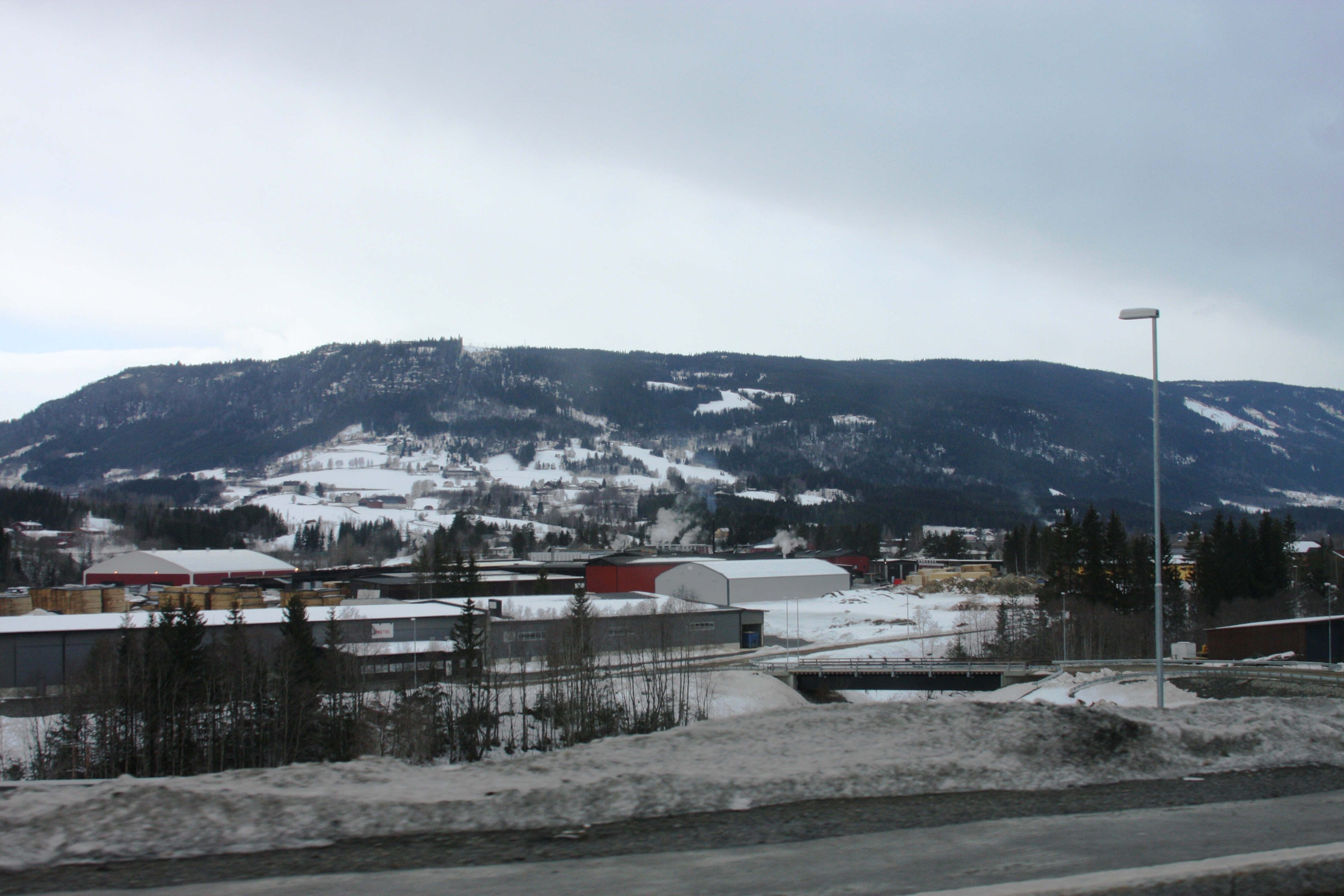
Der Forstbetrieb Gausdal Bruk

Die Forstwirtschaft ist für die Kommune von größerer Bedeutung. Die Landwirtschaft ist vor allem von der Tierhaltung und Futterproduktion dominiert. Die Tiere werden teilweise auf Bergweiden gehalten. In der Industrie sind viele Arbeitsplätze in der Holzverarbeitung verortet. Vor allem in der Wintersaison spielt der Tourismus eine wichtige Rolle. In der Kommune befinden sich viele Hytten. In der Zeit von 2006 bis 2022 stieg die Anzahl an Freizeit- und Ferienhäusern in der Kommune um 48 Prozent auf rund 3100. Viele der Einwohner Gausdals arbeiten außerhalb der Kommune. Im Jahr 2021 arbeiteten von rund 3200 Arbeitstätigen nur rund 1650 in Gausdal selbst. Über 1000 Personen pendelten in die Nachbarkommune Lillehammer.

## Name und Wappen
Das seit 1986 offizielle Wappen der Kommune hat einen Treppenschnitt in Blau und Silber. Das Wappen soll für Gausdal typische Bergformationen darstellen. Der Name der Kommune setzt sich aus dem Flussnamen Gausa und -dal (deutsch -tal) zusammen. Der Flussname wiederum leitet sich vom altnordischen Verb gjósa ab, das „stark strömen, spritzen“ bedeutet.

## Persönlichkeiten
- Iver Holter (1850–1941), Komponist
- Hans Aanrud (1863–1953), Schriftsteller